# Георг Фрідріх Пухта
Георг Фрідріх Пухта (нім. Georg Friedrich Puchta, 31 серпня 1798, Кадольцбург — 8 січня 1846 Берлін) — німецький юрист, послідовник Ф. Савіньї, представник історичної школи права.

## Життєпис
Батько Пухти, Вольфганг Генріх Пухта (1769–1845), був юристом і окружним суддею. З 1811 по 1816 рік молодий Пухта відвідував гімназію в Нюрнберзі, де познайомився з працями Гегеля і захопився гегельянством, а в 1816 році він відправився в університет Ерлангена. Отримавши ступінь доктора, він влаштувався там у 1820 році як приват-доцент, а в 1823 році отримав звання екстраординарного професора права. У 1828 році він був призначений ординарним професором римського права в Мюнхені; у 1835 році зайняв кафедру римського та церковного права в Марбурзі. Він залишив цю посаду в Лейпцигу в 1837 році, а в 1842 році став наступником видатного юриста Фрідріха Карла фон Савіньї в Берлінському університеті.
У 1845 році Пухта став членом Державної ради і законодавчої комісії.

## Внесок
Праці Пухти включають Lehrbuch der Pandekten, в якому він з’ясовував догматичну сутність давньоримського права, і Kursus der Institutionen, що дало чітке уявлення про органічний розвиток права у стародавніх римлян. Іншими роботами були Das Gewohnheitsrecht і Einleitung in das Recht der Kirche. Kleine zivilistische Schriften Пухти, збірка з 38 нарисів про різні галузі римського права, була опублікована посмертно в 1851 році.